# Xenochrophis piscator
Xenochrophis piscator là một loài rắn trong họ Rắn nước. Loài này được Schneider mô tả khoa học đầu tiên năm 1799.

## Hình ảnh

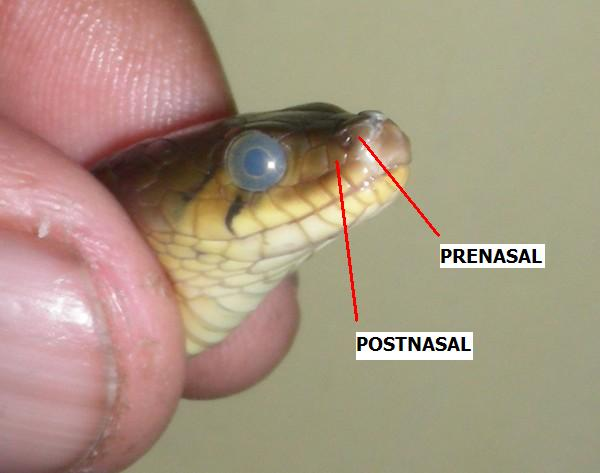
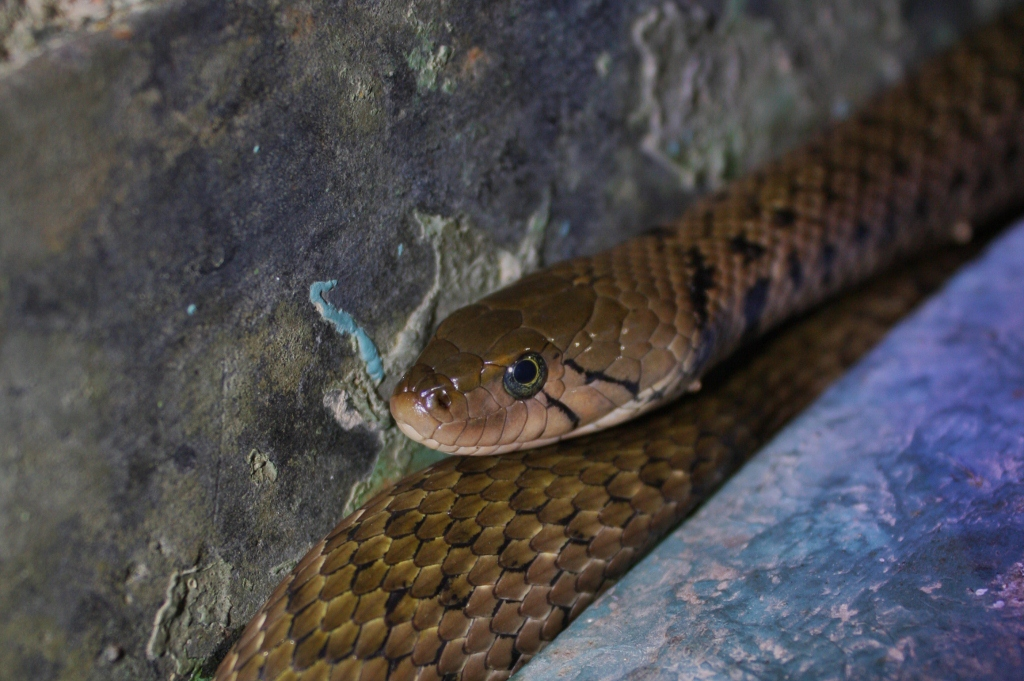
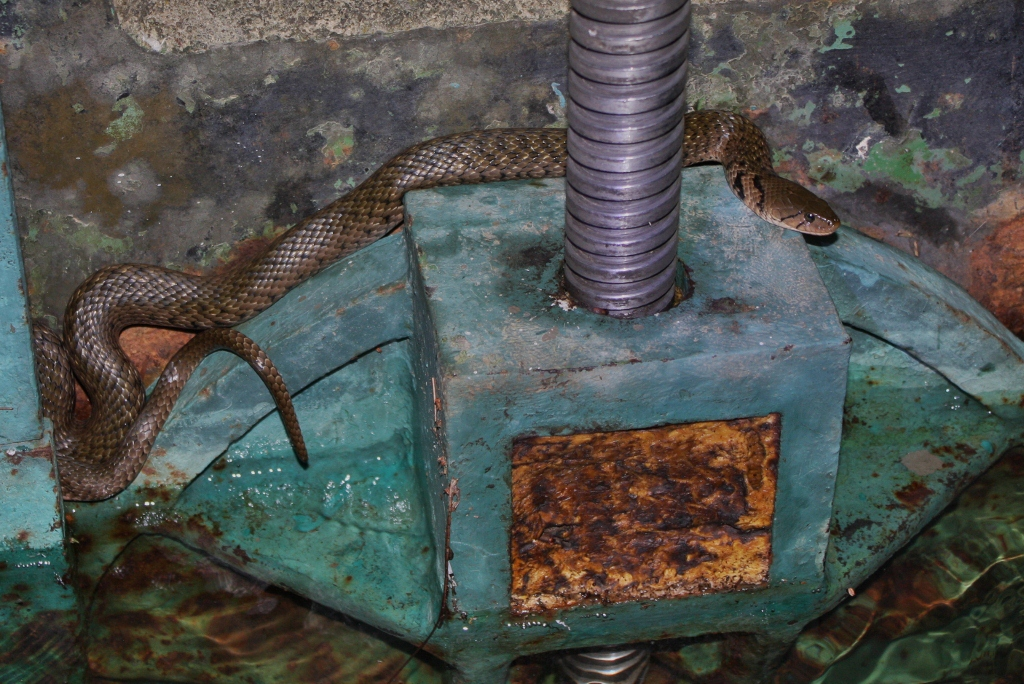
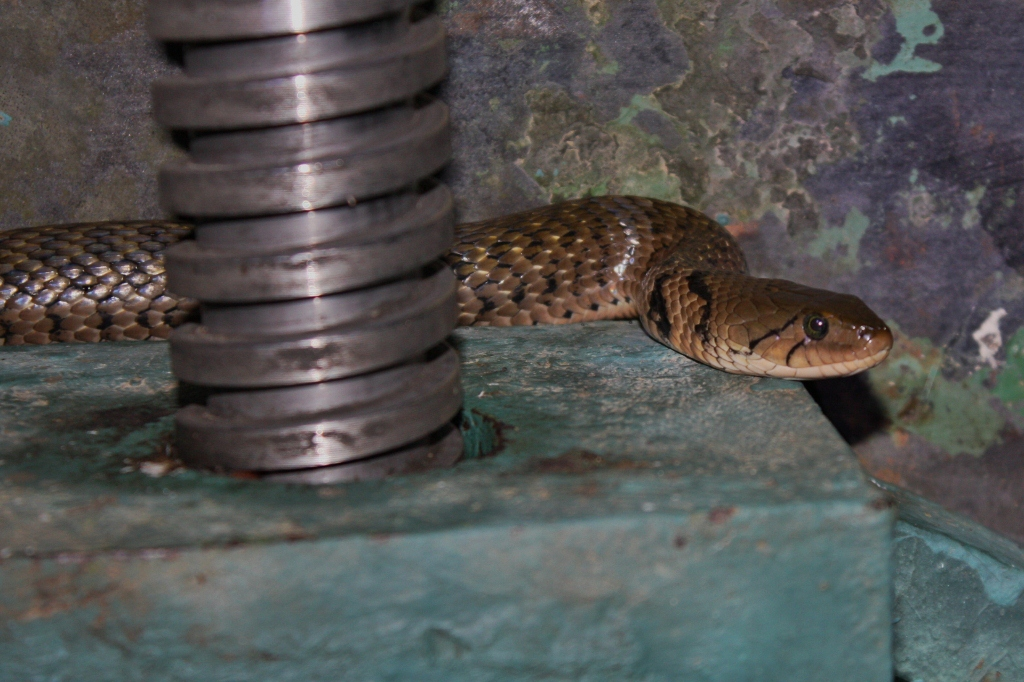